# Spiringen
Spiringen (toponimo tedesco) è un comune svizzero di 834 abitanti del Canton Uri.

## Monumenti e luoghi d'interesse

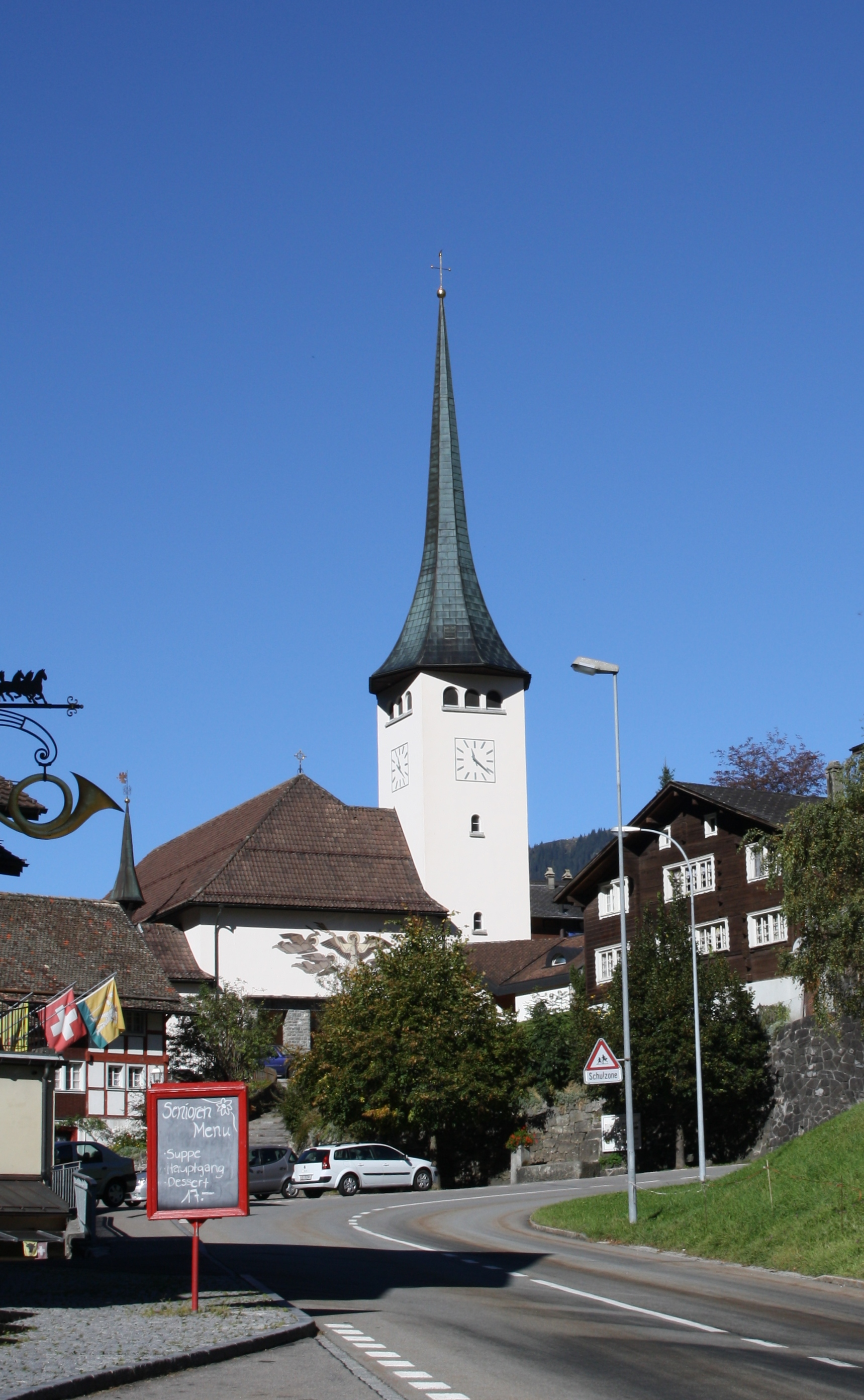
La chiesa di San Michele

- Chiesa parrocchiale cattolica di San Michele, eretta nel 1290 e ricostruita nel 1950-1951[1].

## Società

### Evoluzione demografica
L'evoluzione demografica è riportata nella seguente tabella:
Abitanti censiti

## Amministrazione
Ogni famiglia originaria del luogo fa parte del cosiddetto comune patriziale e ha la responsabilità della manutenzione di ogni bene ricadente all'interno dei confini del comune.